# Торфяновка (посёлок)
Торфя́новка (до 1948 — Юля-Урпала, фин. Ylä Urpala) — посёлок в Селезнёвском сельском поселении Выборгского района Ленинградской области.

## Название
Зимой 1948 года деревне Юля-Урпала было присвоено новое название — Торфяновка. В обосновании переименования было указано: «по природным условиям».

## История
Деревня Юля-Урпала входила в состав общины Виролахти.
В 1849 году в деревне родился известный финский скульптор Йоханнес Таканен.
- Деревня Юля-Урпала на финской карте 1923 года

До 1939 года деревня Юля-Урпала входила в состав волости Сяккиярви Выборгской губернии Финляндской республики.
С 1 января 1940 года по 31 октября 1944 года — в составе Карело-Финской ССР. Летом 1940 года в деревне был создан совхоз «Свекловичный».
С 1 июля 1941 года по 31 мая 1944 года — финская оккупация.
С 1 ноября 1944 года в составе Лайхаярвского сельсовета Выборгского района.
С 1 октября 1948 года в составе Красногорского сельсовета. В ходе укрупнения хозяйства к деревне были присоединены соседние селения: Рийкола, Рейниккала, Коскела, Кийсканлахти, Лайтасалми, Мякеля, Паюсаари, Тормо, Хиетаперя.
С 1 января 1949 года учитывается административными данными как деревня Торфяновка.
С 1 января 1965 года в составе Кондратьевского сельсовета. В 1965 году население деревни составляло 233 человека.
Согласно административным данным 1966, 1973 и 1990 годов посёлок Торфяновка входил в состав Кондратьевского сельсовета.
В 1997 году в посёлке Торфяновка Кондратьевской волости проживали 410 человек, в 2002 году — 459 человек (русские — 87 %).
В 2007 году в посёлке Торфяновка Селезнёвского СП проживали 299 человек, в 2010 году — 413 человек.

## География
Посёлок находится в западной части района на автодороге А181 (часть E 18) «Скандинавия» (Санкт-Петербург — Выборг — граница с Финляндией).
Расстояние до административного центра поселения — 38 км.
Расстояние до ближайшей железнодорожной станции Пригородная — 28 км.
Посёлок находится на левом берегу реки Серьга.

## Демография
| 2007 | 2010 | 2017 | 2021 |
| ---- | ---- | ---- | ---- |
| 299  | ↗413 | ↘309 | ↘227 |

## Таможенный пост
В посёлке на российско-финляндской границе по направлению трасса «Скандинавия» — E 18 (на Хельсинки) расположен международный автомобильный пункт пропуска Торфяновка. С финской стороны пограничный переход обслуживает КПП Ваалимаа. Основной поток (около 2/3) грузовых автоперевозок между Финляндией и Россией следует через этот пропускной пункт.

## Фото
- Кафе у моста через р. Серьга
- Аптека перед терминалами МАПП
- Магазин Duty Free, расположенный после прохождения МАПП

## Улицы
1-я Чистопольская, 2-я Чистопольская, 3-я Чистопольская, Васильева, Лесной проезд, Пограничная, Светлый переулок, Торфяновская.